# Cocarrois

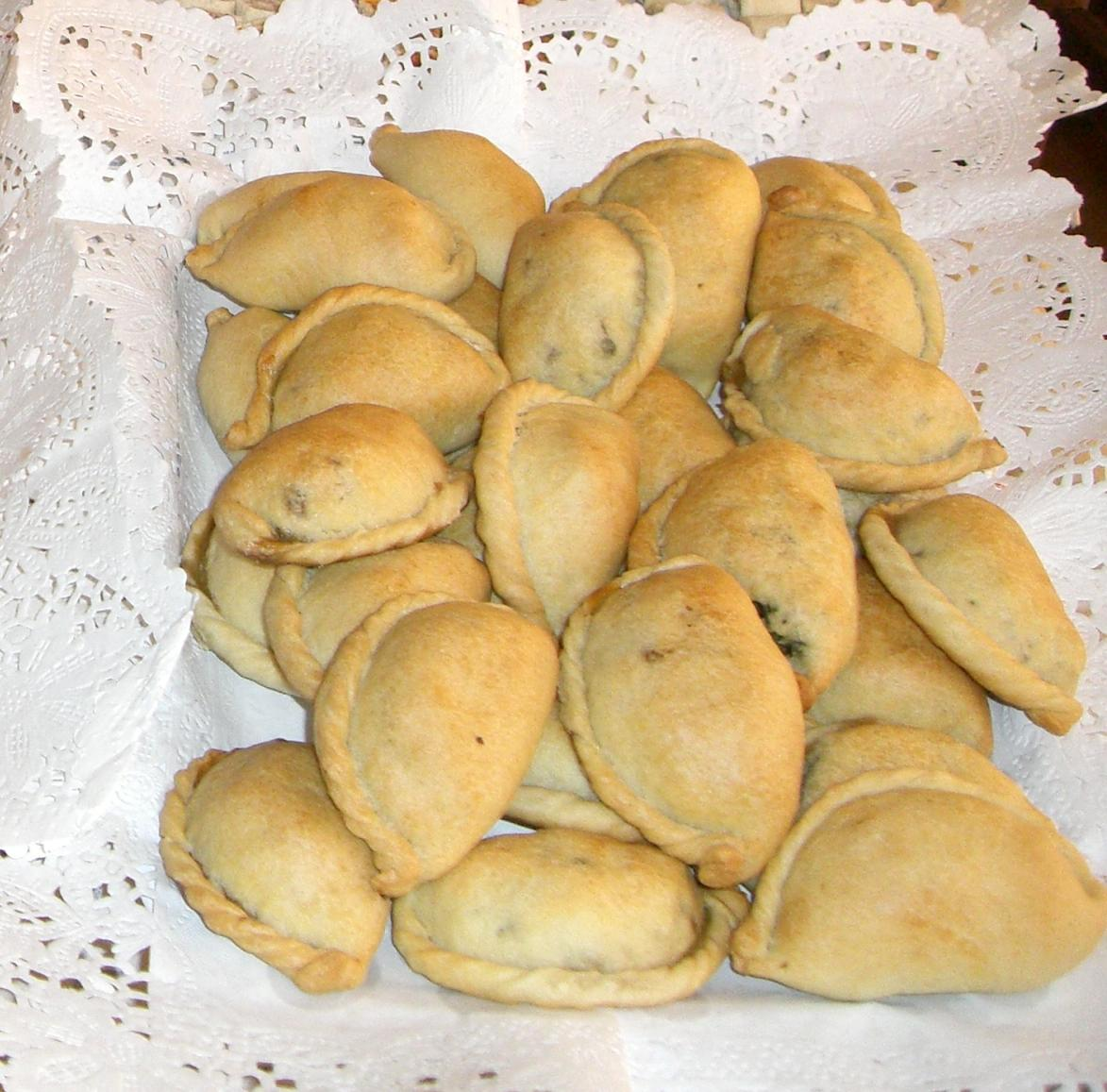

Los cocarrois son una pasta salada típica de Mallorca, isla española que suele comerse tradicionalmente por pascua.
Consisten en un tipo de empanada, más pequeña de lo normal. Se elabora una masa a base de manteca de cerdo, agua, sal, aceite de oliva y harina de trigo; a la que le añadimos un relleno, principalmente hecho de verduras como la espinaca, la acelga, coliflor o incluso cebolla. Una vez elaboradas las dos cosas, se doblan por la mitad imitando la forma de una medialuna o semicírculo. Se cree que son de origen judío ya que lo comían durante la época  de Cuaresma. Es uno de las recetas típicas mallorquinas junto al Crespell , la Ensaimada de Mallorca o los Buñuelo de viento.